# ربسول

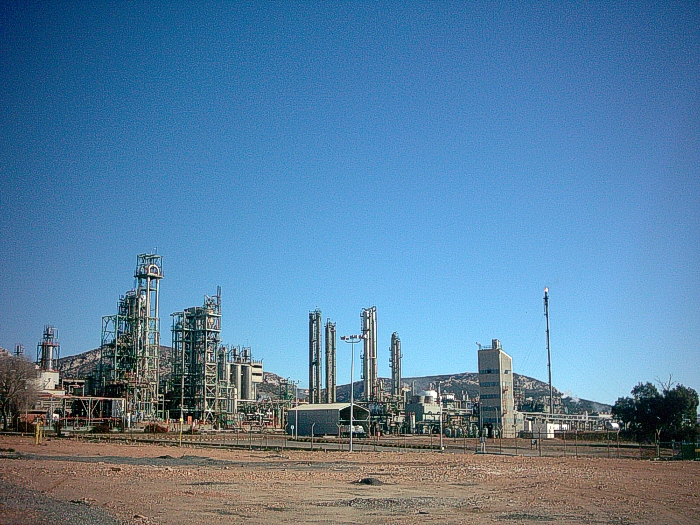
مصفاة نفط تابعة لرپسول في پورتولانو.

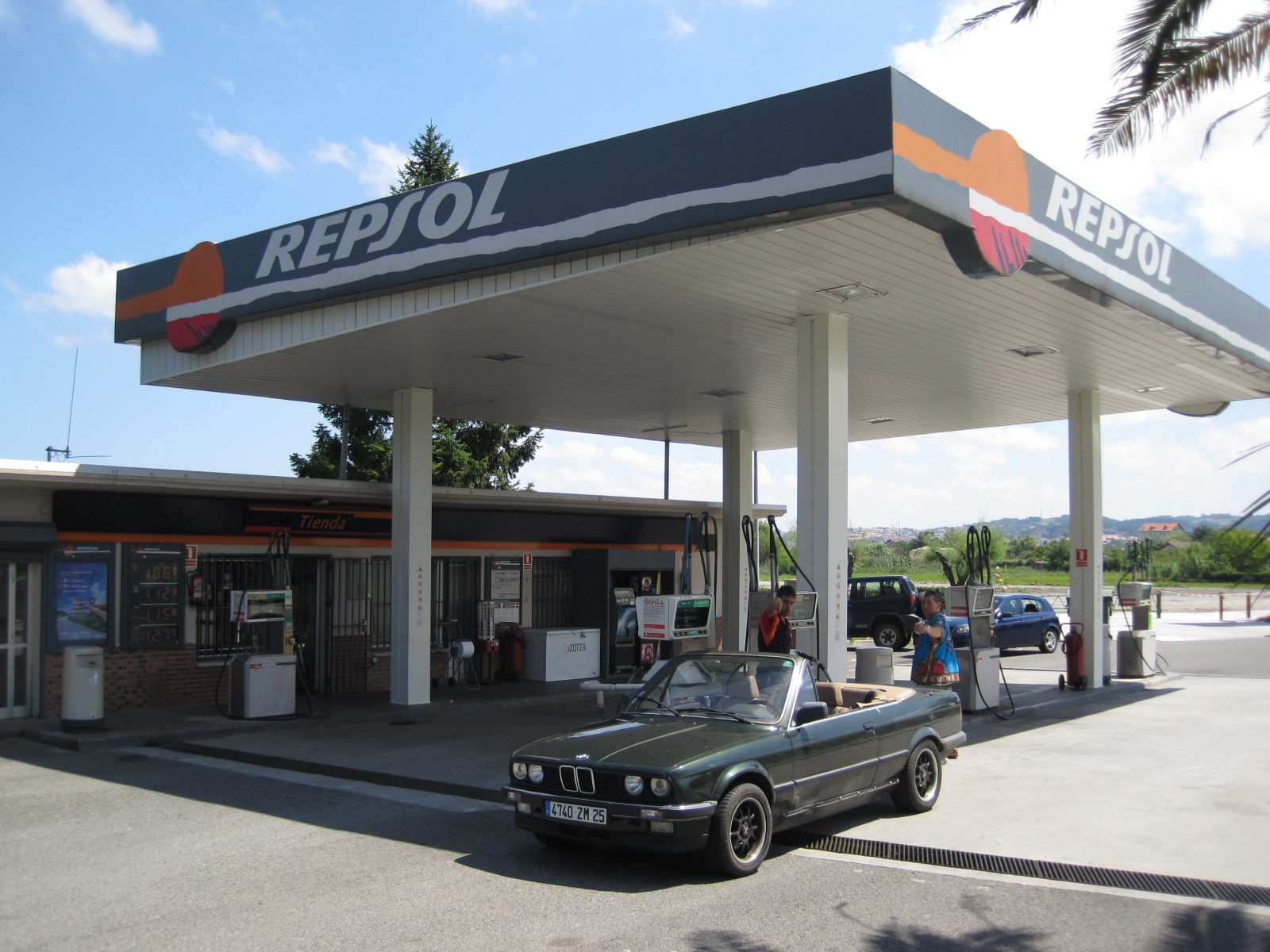
محطة خدمة رپسول.

ربسول (تلفظ بالإسبانية: ‎/repˈsol/‏)، هي شركة عالمية تعمل في مجال الطاقة، مقرها الرئيسي مدريد، إسپانيا. الشركة متخصصة في أنشطة صناعات المنبع والمصب في جميع أنحاء العالم. لدى الشركة ما يزيد عن 24.000 موظف حول العالم. الشركة متكاملة رأسياً وتعمل في جميع مجالات صناعة النفط والغاز، وتشمل التنقيب والإنتاج، التكرير، التوزيع والتسويق، البتروكيماويات، توليد وتجارة الطاقة.
كما تعتبر رپسول شريكاً في مؤسسة هوندا للسباق للمنافسة في سباق الجائزة الكبرى للدراجات النارية تحت إشراف فريق رپسول هوندا.

## التنقيب في واي پي إف

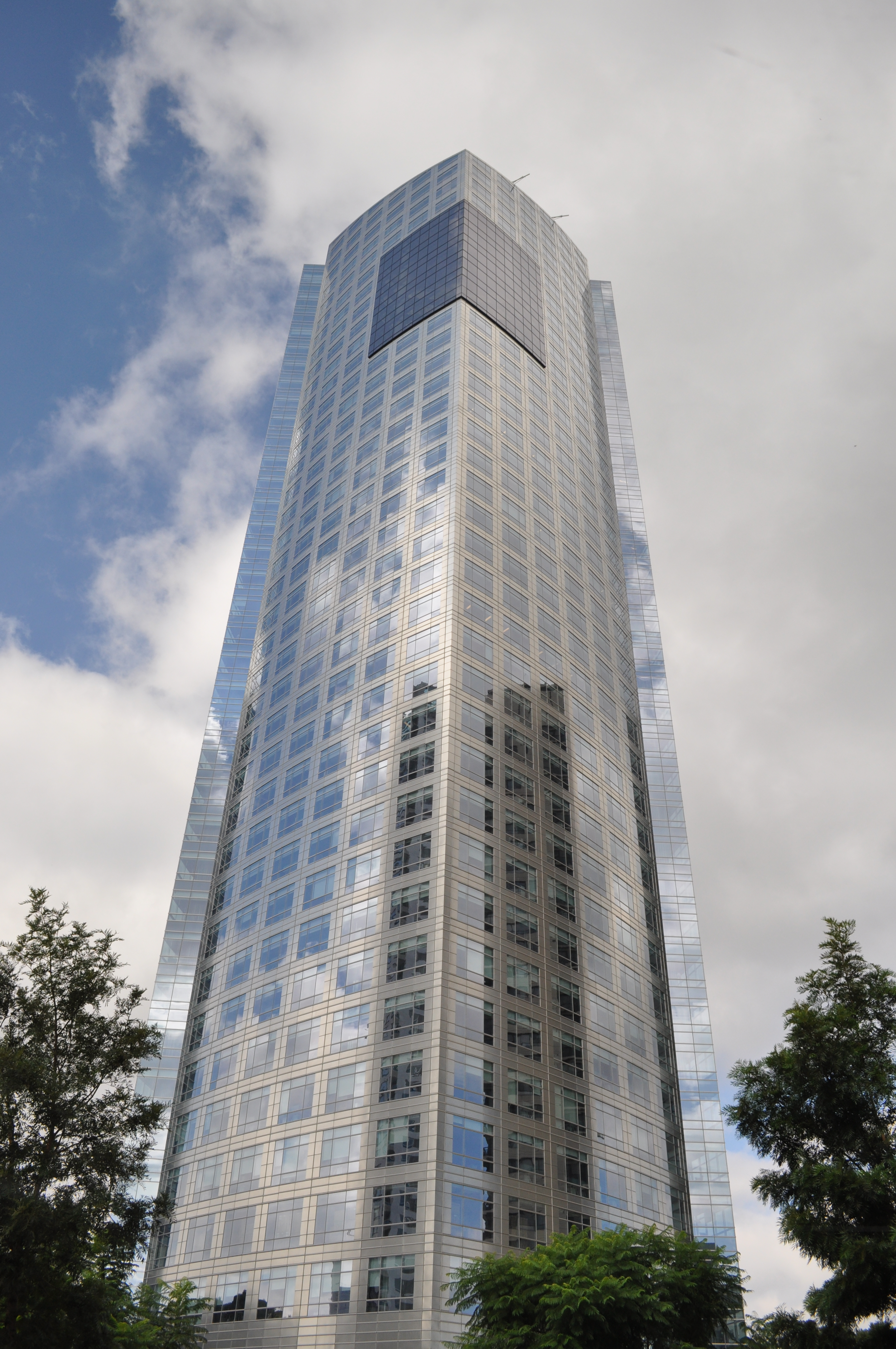
The YPF Tower of بوينس آيرس.

## هوامش
1. ↑  Originally an initialism for Refinería de Petróleos de Escombreras adding the word Sol (Sun)

## وصلات خارجية
- الموقع الرسمي